# International Seed Testing Association
Die International Seed Testing Association (ISTA; deutsch:Internationale Vereinigung für Saatgutprüfung) wurde 1924 gegründet und hat weltweit mehr als 100 institutionelle Mitglieder.
Der 1924 gegründete Verband ist ein Zusammenschluss von autorisierten Labors zur Feststellung der Verkehrsfähigkeit von Saatgut wie dies für Deutschland im Saatgutverkehrsgesetz festgelegt ist. Zu den Aufgaben gehören die Festlegung der Methoden zur Feststellung von Tausendkornmasse, Keimfähigkeit und Triebkraft sowie Anteil von Fremdbesatz oder gentechnisch veränderten Organismen (GVO) enthaltende Saatgutpartien. Die Prüfergebnisse bzw. Zertifikate von ISTA-Mitgliedern zur Saatgutqualität einzelner Partien werden im weltweiten Verkehr mit Saatgut von den Handelspartnern der Welthandelsorganisation (WTO) anerkannt.